# 列昂尼德·庫利克
列昂尼德·阿列克謝耶維奇·庫利克（俄语：Леони́д Алексе́евич Кули́к，1883年8月19日—1942年4月14日），俄羅斯礦物學家，他的研究主要是隕石。他是首位對通古斯大爆炸進行調查的科學家。
庫列克在1927年到達通古斯河地區，並在這個地區調查當時隕石撞擊的確切地點。他用隕石上的鐵可能有助于蘇聯发展工業的理由，說服蘇聯政府對科學調查隊給予資金。
庫列克的調查隊在1927年終於找到爆炸地點。讓他們驚訝的是，沒有發現任何隕石坑。燒焦枯死的樹橫跨了大約50公里。少數靠近爆炸中心的樹沒有傾倒，它們的樹枝和樹皮則被脫去。傾倒的樹則是向爆炸中心相反的方向傾倒。
庫利克發現一個小沼澤可能是隕石坑，但在排光其中的水後，他在底部發現一些樹木殘支，所以確定那不是隕石坑。1938年，庫列克又找人來航拍整個區域，顯示樹是以一個像蝴蝶的巨大形狀傾倒，然而他仍然沒有發現任何隕石坑。
二戰期間，庫利克加入民兵組織對抗德國的侵略。後來，他被德軍俘虜、因斑疹傷寒在戰俘營死亡。

## 紀念

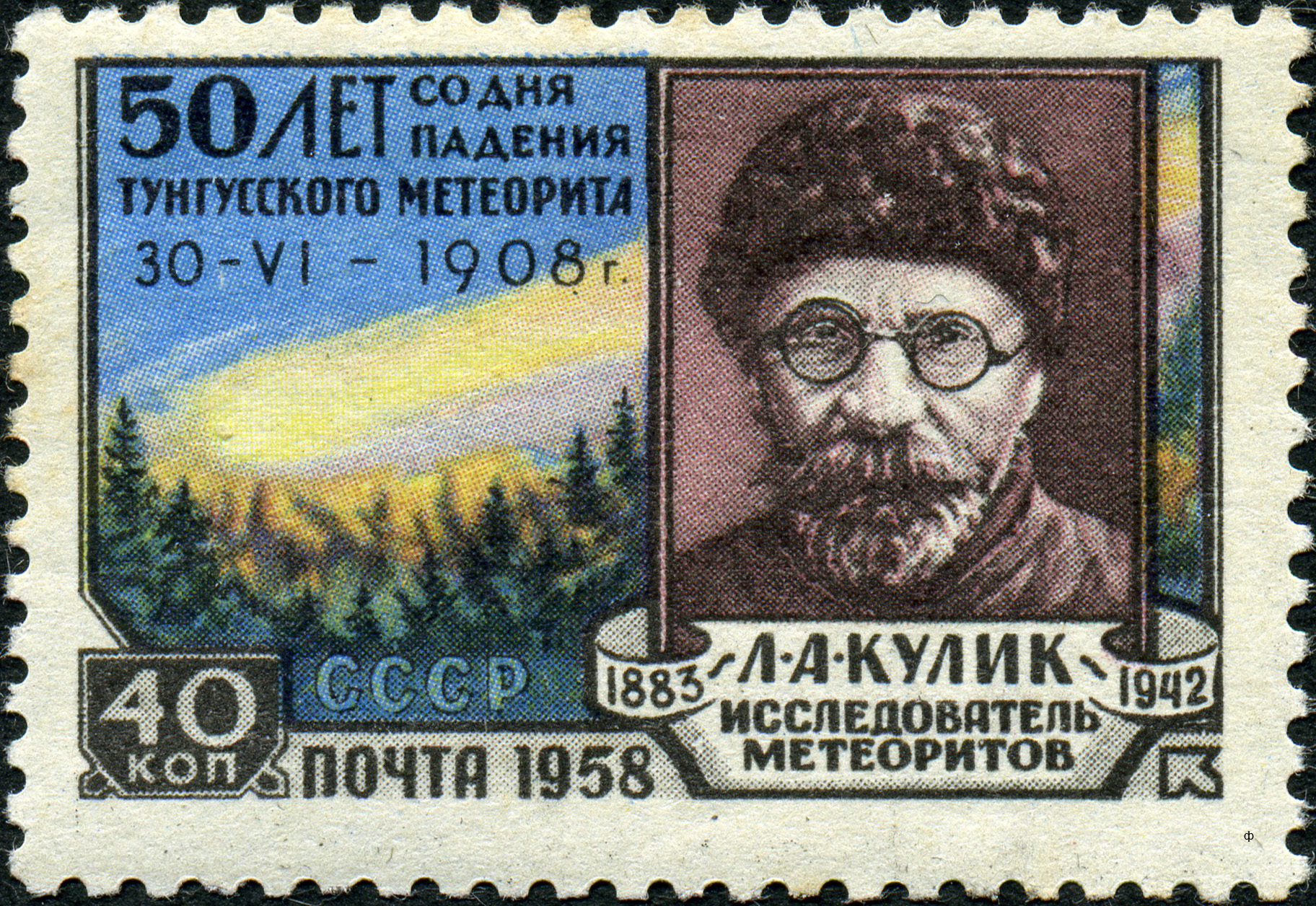
紀念郵票

- 小行星2794
- 月球上的库利克环形山

## 資料
- Virtual Exploration Society: Leonid Kulik （页面存档备份，存于） at www.unmuseum.org
- Шышанаў В. У пошуках «беларускага дзіва» // Культура. 2002. №14. 13-19 красавіка. С.14. （页面存档备份，存于）